# Wittlich
Wittlich is een plaats in de Duitse deelstaat Rijnland-Palts. Het is de Kreisstadt van de Landkreis Bernkastel-Wittlich. De plaats telt 19.222 inwoners.

## Stedenband
Wittlich onderhoudt een jumelage met de volgende plaatsen:
- Boxtel  in Nederland (sinds 1959).
- Brunoy in Frankrijk (sinds 1979).
- Wellingborough in het Verenigd Koninkrijk (sinds 1993).

Daarnaast bestaat een vriendschapsverband met Zossen (Landkreis Teltow-Fläming, Brandenburg).